# Trestonia forticornis
Trestonia forticornis är en skalbaggsart som beskrevs av Jean Baptiste Lucien Buquet 1859. Trestonia forticornis ingår i släktet Trestonia och familjen långhorningar. Inga underarter finns listade i Catalogue of Life.